# Lenda de Angra do Heroísmo

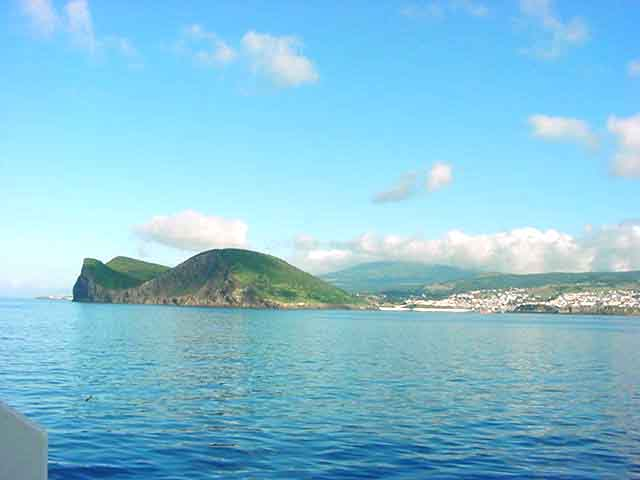
Monte Brasil, ilha Terceira

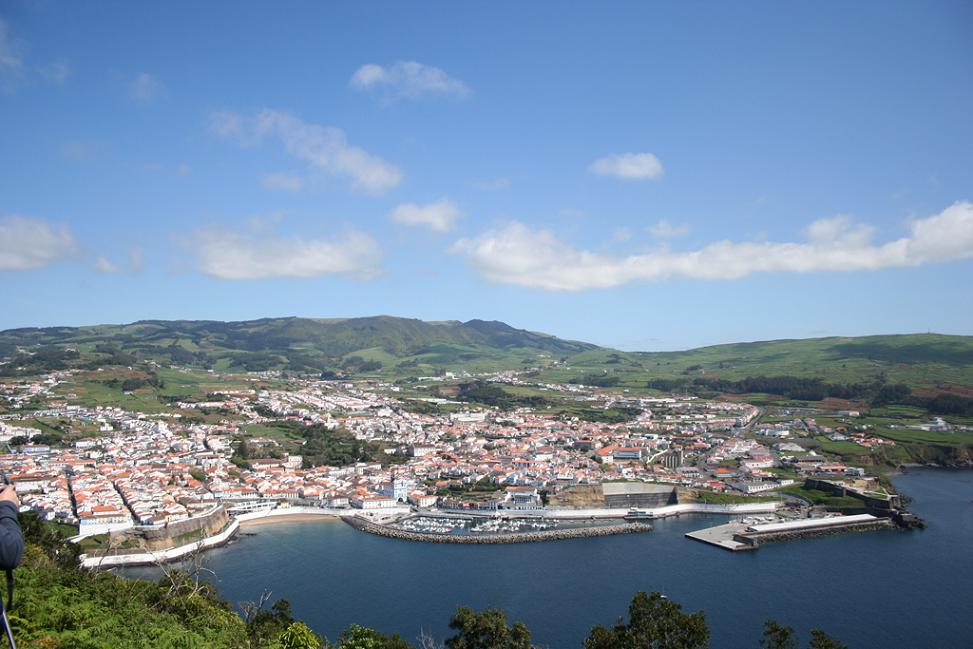
Cidade e baía de Angra do Heroismo, ilha Terceira

A lenda de Angra do Heroísmo é uma lenda da ilha Terceira, nos Açores. Versa sobre a cidade de Angra do Heroísmo e o Monte Brasil.

## Lenda
Segundo a tradição, o príncipe dos mares vivia apaixonado por uma linda princesa de cabelos louros que vivia próximo aos seus domínios. A princesa, entretanto, não correspondia aos seus amores por já se encontrar apaixonada por outro príncipe. O senhor dos mares vivia consumido por ciúmes que muitas vezes o levavam à violência, e decidiu chamar uma fada ao seu reino marinho, com o objectivo de mudar o rumo aos acontecimentos.
A fada veio e tentou durante bastante tempo que a princesa desistisse do seu amor e se apaixonasse pelo Senhor do Mar. Fez magias e quebrantos e exerceu todas as suas influências, mas sem nada conseguir devido ao profundo amor da princesa pelo seu príncipe. Furioso, o senhor dos mares acabou por expulsar a fada dos seus domínios.
Um dia, os dois apaixonados, que até ali tinham vivido só da troca de olhares e de suaves devaneios, trocaram o primeiro beijo. Foi um beijo rápido, mas o sussurro dos apaixonados foi escutado pelo senhor e príncipe dos mares, que acordou do leito de rocha de basalto negro e areia vulcânica onde dormia.
A fada também ouviu e atravessou apressadamente os céus em direcção ao reino do príncipe dos mares, pois via a oportunidade de se vingar do príncipe, por quem entretanto se tinha apaixonado, e da princesa que lhe roubava a felicidade.
Quando chegou perto do Senhor do Mar, viu-o furioso a bater-se contra a terra com furiosas e encapeladas ondas cobertas de espuma branca e disse-lhe baixinho: "Príncipe do mar, chegou a hora da vossa vingança. Aqui estou para fazer o que mandardes." Cego pelo ciúme e pela raiva, este ordenou-lhe em tom de ódio: "Correi, fada, fulminai o príncipe que roubou minha amada. Mas... lembrai-vos, só a ele!"
Aceitando o desafio com a cabeça e convidando o Senhor do Mar a assistir à vingança que ia preparar, a fada levou-o pela mão em direcção à praia onde estavam os dois apaixonados. Lá foram encontrar a princesa de cabelos soltos, dourados ao sol poente, levemente reclinada sobre o seu apaixonado.
Rapidamente, a fada soltou a mão do Senhor do Mar e se precipitou sobre o par enamorado, fazendo um encanto: o príncipe ficou transformado num grande monte (o Monte Brasil) coberto de denso arvoredo, levantando-se altivo de frente para o mar. A princesa recusou-se a abandonar o seu apaixonado e ficou para sempre reclinada na posição em que se encontrava. Com o passar os milénios, transformou-se na baía e na cidade de Angra do Heroísmo. Encontram-se os dois unidos e embalados para sempre pelas noites e pelos dias, pelo eterno soluçar angustiado do Atlântico, príncipe e senhor dos mares.